# 289 Neneta
289 Neneta (mednarodno ime 289 Nenetta) je  asteroid tipa A v glavnem asteroidnem pasu.

## Odkritje
Asteroid je odkril francoski astronom Auguste Honoré Charlois (1864 – 1910) 10. marca 1890.

## Lastnosti
Asteroid Eternitas obkroži Sonce v 4,87 letih. Njegova tirnica ima izsrednost 0,207, nagnjena pa je za 6,691° proti ekliptiki. Njegov premer je 34,0 km, okrog svoje osi pa se zavrti v 6,902 urah .